# Bertha Hernández de Ospina
Bertha Hernández de Ospina (Medellín, 4 de junho de 1907 — Fusagasugá, 11 de setembro de 1993) foi política, escritora, colunista, sufragista, membro do partido Conservador e 17.º primeira-dama da Colômbia de 1946 a 1950, como esposa do 17.º Presidente da Colômbia Mariano Ospina Pérez.
Hernández de Ospina foi a segunda primeira-dama com maior influência política na história republicana da Colômbia desde Soledad Román de Núñez, já que seu papel como primeira-dama foi fundamental na política interna da administração presidencial de Mariano Ospina Pérez, bem como um forte defensora e líder do sufrágio feminino na Colômbia.
Na década de 60 tornou-se assessora de presidentes conservadores durante o período da Frente Nacional, tornando-se diretora de seu partido, algo inédito na história política da Colômbia, em contraste com o partido Liberal. A partir de 1976, tornou-se a autoridade máxima dentro do conservadorismo após a morte do marido, sendo fundamental na indicação de candidatos presidenciais de 1974 a 1982.